# چچیلیا داتسی
چچیلیا داتسی (ایتالیایی: Cecilia Dazzi؛ زادهٔ ۱۷ اکتبر ۱۹۶۹) بازیگر اهل ایتالیا است.
از فیلم‌ها یا برنامه‌های تلویزیونی که وی در آن نقش داشته‌است می‌توان به دیو و دلبر، معجزه ایتالیایی، دوستان من، ویمبلدون، تشریفات مذهبی، خانواده، سیل، ما یک پاپ داریم، قطعات نمایشی کوتاه، دروازه سرخ و ازدواج‌ها اشاره کرد.